# Синьківка
Синькі́вка — село в Україні, у Петропавлівській сільській громаді Куп'янського району Харківської області. Населення становить 6 осіб. До 2020 орган місцевого самоврядування — Петропавлівська сільська рада.

## Географія
Село Синьківка знаходиться на відстані 3 км від річки Оскіл (лівий берег). Вище за течією на відстані 2 км розташоване село Лиман Перший (Куп'янський район), нижче за течією на відстані 2 км розташоване село Петропавлівка. Від річки село відокремлене лісовим масивом (сосна). Поруч проходить залізниця, станція Сеньківка.

## Історія
Село було засновано 1872 року.
12 червня 2020 року, відповідно до Розпорядження Кабінету Міністрів України  № 725-р «Про визначення адміністративних центрів та затвердження територій територіальних громад Харківської області», увійшло до складу Петропавлівської сільської громади.
19 липня 2020 року, в результаті адміністративно - територіальної реформи та ліквідації колишнього Куп'янського району, село увійшло до складу Куп'янського району Харківської області.
В березні 2022 було захоплено російськими силами. В жовтні-листопаді 2022 року було відбито ЗСУ.

20 листопада 2023 року ворожих обстрілів із артилерії, мінометів та іншого озброєння зазнали щонайменше 16 населених пунктів області.
Зокрема, під ворожим вогнем перебували Червона Зоря Богодухівського району, Плетенівка, Землянки, Бударки, Федорівка Чугуївського району, Дворічна, Синьківка, Іванівка, Берестове Куп'янського району та інші населені пункти. За добу постраждалих серед цивільних не зафіксовано, - повідомив голова Харківської ОВА Олег Синєгубов.
У грудні 2023 року, під час російського вторгнення до України, зазнає довготривалих боїв.

## Населення

### Мова
Розподіл населення за рідною мовою за даними перепису 2001 року:
| Мова            | Кількість | Відсоток |
| --------------- | --------- | -------- |
| українська      | 353       | 90.74%   |
| російська       | 34        | 8.74%    |
| румунська       | 1         | 0.26%    |
| інші/не вказали | 1         | 0.26%    |
| Усього          | 389       | 100%     |

## Економіка
- Молочно-товарна ферма.
- Фермерське господарство «Добробут».

## Об'єкти соціальної сфери
- Школа.
- Бібліотека.
- Амбулаторія сімейної медицини.